# Агапитова, Светлана Юрьевна
Светла́на Ю́рьевна Агапи́това (род. 8 февраля 1964, Ленинград) — российский журналист, правозащитница, общественный и государственный деятель.

## Биография
Родилась 8 февраля 1964 года в Ленинграде. Окончила факультет журналистики Ленинградского государственного университета в 1986 году. В 2012 году получила высшее юридическое образование, окончив Российскую академию народного хозяйства и государственной службы при Президенте РФ. Кандидат филологических наук. Замужем, четверо детей, трое внуков.
- В 1989 году стала учредителем информационно-рекламного агентства ИМА-ПРЕСС.
- С 1991 года работала в ГТРК «Петербург — 5-й канал». Была корреспондентом, редактор, комментатором программы «Информ-ТВ», автором и ведущей программ «У всех на виду» и «Пять вечеров».
- С 2000 года была автором и ведущей программ «Погода в доме» и «Детский вопрос» на телеканале «Россия».

23 декабря 2009 года вступила в должность Уполномоченного по правам ребёнка в Санкт-Петербурге. 21 января 2015 года повторно избрана Уполномоченным по правам ребёнка в Санкт-Петербурге.
В 2011—2019 гг. возглавляла Координационный совет Уполномоченных по правам ребёнка в Северо-Западном Федеральном округе.
В феврале 2020 года ушла с должности Уполномоченного по правам ребёнка. В апреле 2021 года возглавила Благотворительный фонд «Азбука надежды».
1 декабря 2021 года избрана Уполномоченным по правам человека в Санкт-Петербурге. За её кандидатуру проголосовало 39 из 50 депутатов Законодательного Собрания Санкт-Петербурга.

### Вклад
Реализованные законотворческие инициативы Светланы Агапитовой:
- поправки в Семейный кодекс РФ (абзац 7 пункта 1 статьи 127 и пункт 3 статьи 146) с целью снятия ограничения на устройство ребёнка в семью, если среди членов данной семьи есть ВИЧ-инфицированные лица либо лица, страдающие гепатитом (В,С), так как усыновители (опекуны), однажды принявшие больного малыша, были лишены возможности взять ещё одного ребёнка-сироту на воспитание;
- участие в подготовке изменений в законодательные акты Санкт-Петербурга по вопросам обеспечения детей-сирот и детей, оставшихся без попечения родителей, жилыми помещениями;
- 28 декабря 2013 года принят Федеральный закон № 380-ФЗ «О внесении изменений в Уголовный кодекс Российской Федерации и Уголовно-процессуальный кодекс Российской Федерации». Данные поправки были внесены после неоднократных обращений Уполномоченного в адрес депутатов Государственной Думы и Федерального Собрания РФ в 2012—2013 г, где Уполномоченный отмечала, что признак объективной стороны — недостижение половой зрелости, содержащийся в статьях 134 и 135 Уголовного кодекса Российской Федерации, позволяет педофилам уходить от уголовной ответственности;
- продвижение патроната (профессиональной приемной семьи) как формы семейного устройства детей-сирот;
- изменение с 1 января 2015 года порядка оформления больничных листов родителям, ухаживающим за ВИЧ-инфицированными детьми и детьми, страдающими злокачественными новообразованиями. Ранее родителям не полагался больничный по уходу за детьми свыше 120 дней и старше 15 лет, мамы вынуждены были бросать работу.
- инициатива по внесению Изменений в Постановление Правительства РФ об отмене запрета ездить в поездах по нотариально заверенной копии свидетельства о рождении.
- дополнения в региональный Закон о льготном обеспечении лекарственными средствами за счет бюджета города детей с болезнью Крона и т. д.
- компенсация усыновителям Санкт-Петербурга (100 000 рублей, до этого была около 23 000);
- увеличение социальной стоимости путевки в детский оздоровительный лагерь с 12 000 до 21 000 рублей.

## Оценки деятельности
27 декабря 2014 года протоиерей Димитрий Смирнов выступил с обращением к верующим не допустить повторного избрания на должность уполномоченного по правам ребёнка в Санкт-Петербурге Светланы Агапитовой. Агапитова выступила с развёрнутым ответом и заявила о намерении подать иск в суд о защите деловой репутации. Светлана Агапитова была переизбрана в январе 2015 года «с большим отрывом».
Обращение Димитрия Смирнова было подвергнуто критике библеистом и публицистом Андреем Десницким за «пропаганду вражды под православным соусом и охаивание человека, который сделал много действительно христианских дел»:
Светлана Агапитова с 2009 года уполномоченный по правам ребенка в Петербурге. Судя по отзывам тех, кому эта область жизни небезразлична, сделала она за это время немало. Можно вспомнить о ее законодательных инициативах, которые убирали лишние препятствия на пути усыновителей и патронатных семей, увеличивали компенсации усыновителям и размеры социальных путевок в летние лагеря и т.д. Но намного убедительнее другое. Если на сайте www.spbdeti.org ввести в строку поиска ее фамилию, выпадет более трех тысяч ссылок, и почти каждая — история конкретного маленького человека, который попал в беду и которому она помогла, история с именами, датами, фактами.

## Награды[8]
- Мастер спорта СССР по плаванию, чемпионка СССР среди девушек.
- Лауреат Международного конкурса «О женщине с любовью» (в номинации «Женщина-репортер») (1996).
- Мисс Медиа — 1997.
- Лауреат конкурса Союза журналистов «Город и горожане» (1997).
- Лауреат общественного благотворительного движения «Золотой пеликан» «За милосердие и душевную щедрость» в номинации «Журналист» (2003).
- Лауреат премии Правительства Санкт-Петербурга в области СМИ (2008).
- Лауреат премии СЕЗАМ-2008.
- Обладательница Первой премии Всероссийского конкурса «Русский язык в электронных СМИ» (2008).
- Обладательница спецприза «За самую теплую программу» (2005) и Лауреат конкурса «Золотое перо-2008» в номинации «Лучшая публицистическая программа».
- Лауреат Всероссийского конкурса «Вечные ценности в зеркале СМИ — 2009» в номинации «Улыбка ребёнка».
- Знак отличия «За заслуги перед Санкт-Петербургом» (2024)[9].